# Paulo Roberto Haddad
Paulo Roberto Haddad (Oliveira, 18 de julho de 1939) é um economista brasileiro.
Formado em economia pela Faculdade de Ciências Econômicas da Universidade Federal de Minas Gerais em 1962.
Foi Ministro da Fazenda do Brasil, durante a presidência de Itamar Franco, de 16 de dezembro de 1992 até 1 de março de 1993.